# 镇南站 (庆尚北道)
镇南站（：／ Jinnam yeok */?）是聞慶線沿線的一座號誌所，位於韓國庆尚北道聞慶市麻城面，有鐵路自行車可通往九郎里站。

## 历史
- 1969年2月21日：落成使用[1]。
- 2004年3月31日：加恩线廢線。

## 相鄰車站
韓國鐵道公社
慶北線
舟坪－鎮南－聞慶